# Walter Annenberg
Walter Annenberg Hubert (13 mars 1908 - 1er octobre 2002) est un éditeur américain, philanthrope et diplomate. Il accueillit dans sa propriété de Palm Springs au début de l'année 1979 l'impératrice mère Tadj ol-Molouk et la princesse Chams Pahlavi d'Iran en exil.

## Distinctions
- Chevalier de l'ordre de Saint-Grégoire-le-Grand
- Officier de la Légion d'honneur